# Ciuruleasa
Ciuruleasa (ungarisch Csurulyásza) ist eine rumänische Gemeinde im Kreis Alba in der Region Siebenbürgen.

## Geographische Lage

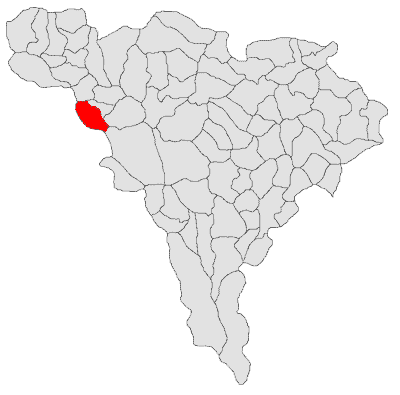
Lage der Gemeinde Ciuruleasa im Kreis Alba

Ciuruleasa mit den acht eingemeindeten Ortschaften liegt im Tal des Flüsschens Cernița im Apuseni-Gebirge, im südwestlichen Teil des historischen Motzenlandes. Die südöstliche Hälfte der Gemeinde liegt im Siebenbürgischen Erzgebirge (Munții Metaliferi) und die nordwestliche in den südlichen Tälern des Bihor-Gebirges. Am Drum național 74 (Abrud−Brad) gelegen, sind es bis zur nächsten Stadt Abrud 6 Kilometer; die Kreishauptstadt Alba Iulia liegt 71 Kilometer südöstlich von Ciuruleasa entfernt. In der von Wiesen und Bergen geprägten Landschaft werden von den 5585 Hektar Gesamtfläche 1335 Hektar landwirtschaftlich genützt. 4085 Hektar sind Wälder, 117 Hektar unproduktive Flächen und der Rest wird den Höfen, Gebäuden, Gewässern und Straßen zugeordnet.

## Geschichte
Durch die nahe gelegene, seit der Antike bekannte Bergbauregion um die heutige Stadt Abrud, gibt es für Ciuruleasa bisher keine eigenständige historische Forschung. Die Region wurde 1201 vom ungarischen König Emmerich an einen ungarischen Adligen namens Gyula gegeben; 1276 kam sie zum katholischen Bistum in Weißenburg.
Der heutige Ortsteil Buninginea wird 1589 erstmals urkundlich erwähnt. 1727 erhoben sich die Bewohner des Cernița-Tales und besetzten das Rathaus von Abrud. 1784 hielte die Aufständischen um Horea (Vasile Ursu Nicola), Cloșca (Ion Oargă) und Crișan (Marcu Giurgiu) hier Lager, bevor sie Abrud angriffen. Während der Rumänischen Revolution von 1848 kam es hier zu Kämpfen zwischen den Truppen Avram Iancus und Einheiten des ungarischen Revolutionsheeres. 
Ciuruleasa ist erst 1850 unter Csiurul Karcza und 1854 unter Csuruliasa nachgewiesen. Bis 1950 wurde Ciuruleasa von Abrud-Sat (Abruden) – heute ein Dorf der Kleinstadt Abrud – verwaltet und ist seitdem eine Gemeinde.

## Bevölkerung
Bei der Volkszählung von 1850 wurden auf dem Gebiet der heutigen Gemeinde 1838 Einwohner registriert, fast ausschließlich Rumänen. Davon lebten in Ciuruleasa 1103 und in der eingemeindeten Ortschaft Buninginea 735 (davon 3 Roma). 1941 erreichte die Bevölkerungszahl den höchsten Stand von insgesamt 2685. 1956 wohnten in der Gemeinde 2332 Personen; in Ciuruleasa selbst waren es 614, in Bidigești 113, in Bodrești 117, in Boglești 309, in Buninginea (ung. Buninzsina) 593, in Ghedulești 166, in Mătișești 152, in Morărești 119 und in Vulcan 149. Nach 1956 fiel die Anzahl der Bewohner stetig. Bei der Volkszählung von 2002 wurden 1368 und 2011 1197 Personen (ausschließlich Rumänen) registriert.

## Sehenswürdigkeiten
- Die Rumänisch-Orthodoxe Kirche Sf. Gheorghe,[5] 1777 erbaut.[6]
- Im Zentrum von Ciuruleasa das Denkmal zu Ehren von Avram Iancu und zum Gedenken an die hier in der Zeit der Revolution von 1848 stattgefundenen Kämpfe.